# نالاندا
نالاندا رمزها «NL» (بالإنجليزية: Nalanda) ، هو تقسيم إداري لدولة الهند تتبع ولاية بيهار (بالإنجليزية: Bihar) ، مركزها هو مدينة بيهار شريف (بالإنجليزية: Bihar  Sharif) عدد سكانها حسب تعداد سنة 2001 هو 2,872,523 ، مساحتها 2,354 كم² وكثافة السكان 1,220 لكل كم² .
كانت نالاندا دير بوذي ضخم خلال عهد مملكة ماجادها (حالياً ولاية بيهار الهندية). يقع الموقع على بعد حوالي 95 كيلومتر إلى الجنوب الشرقي من باتنا بالقرب من بلدة بيهار شريف وكانت مركزاً للعلوم من القرن الخامس ميلادي حتى حوالي عام 1200م. وهي موقع مسجل على قائمة التراث العالمي لليونيسكو.
على مدار ما يقرب من 750 عامًا، ضمت هيئة تدريس نالندا بعضًا من أكثر علماء بوذية الماهايانا احترامًا. وشملت أعضاء هيئة التدريس والطلاب المرتبطين بالدير دارمابالا وناجارجونا ودارماكرتي وأسانجا وفاسوباندو وكاندراكيرتي وتشيونتسانغ وشيلابهادرا وأتيشا. واشتمل المنهج الدراسي لنالندا على الفلسفات البوذية الرئيسة مثل مادهياماكا ويوغاكارا وسارفاستيفادا، بالإضافة إلى مواضيع أخرى مثل الفيدا والقواعد والأيورفيدا (علم الحياة) والبرامانا (المنطق) والرياضيات وعلم الفلك والخيمياء. امتلك الدير مكتبة مشهورة كانت مصدرًا رئيسًا للنصوص السنسكريتية التي نقلها حجاجٌ مثل تشيونتسانغ ويايجينغ إلى شرق آسيا. ولعبت عديد من النصوص التي أُلفت فيه دورًا مهمًا في تطوير الماهايانا والفاجرايانا. وتشتمل هذه النصوص على أعمال دارماكرتي، والنص السنسكريتي بوديساتفاكاريافاتارا لشانتيديفا، وتانترا ماهافايروكانا.
إن الموقع القديم للدير هو أحد مواقع التراث العالمي لليونسكو. وأقرت حكومة الهند في عام 2010 قرارًا لإحياء الجامعة القديمة، فأنشئ معهدٌ معاصر، يُعرف بجامعة نالندا، في راجغير، وأدرجته حكومة الهند كمعهد ذي أهمية وطنية.

## الموقع
يقع دير نالندا على بعد نحو 16 كيلومترًا (10 أميال) شمال مدينة راجغير ونحو 90 كيلومترًا (56 ميلًا) جنوب شرق باتنا، ويتصل عبر الطرق السريعة الوطنية 31 و20 و120 بشبكة الطرق السريعة في الهند. ويقع على بعد نحو 80 كيلومترًا (50 ميلًا) شمال شرق بود جايا، وهو موقع بوذي مهم آخر في بِهَار. يمتد موقع نالندا الأثري على مساحة كبيرة إلى الشمال الغربي من قرية بارجاون (نالندا)، بين البحيرات الصناعية التاريخية جيدهي وباناشوكار وإندرابوسكاراني. ثمة جامعة نافا نالندا ماهافيهارا على الضفة الجنوبية لبحيرة إندرابوسكاراني وقد تأسست في ذكراه، بالإضافة إلى جامعة نالندا المفتوحة على الضفة الجنوبية الغربية للبحيرة، وهي جامعة حكومية سميت على اسم جامعة نالندا القديمة.

## أصل التسمية
ماهافيهارا هو مصطلح سنسكريتي ومن لغة بالي أيضًا لـ vihāra العظيم (مركز تعليم البوذية أو دير بوذي) ويُستخدم لوصف مجمّع رهباني.
وفقًا للحاج الصيني تشيونتسانغ من سلالة تانغ خلال أوائل القرن السابع، فإن التقاليد المحلية تشرح أن اسم نالندا جاء من ناغا (إله الثعبان في الديانات الهندية) الذي كان اسمه نالندا. ويقدم معنىً بديل «الإحسان دون انقطاع». يعزو عالم الآثار هيراناند ساستري الذي ترأس أعمال التنقيب في الأطلال، أصل الاسم إلى وفرة النالاس (سيقان اللوتس) في المنطقة، ويعتقد أن نالندا سيمثل حينها مصدر سيقان اللوتس.
في بعض المصادر التبتية، بما في ذلك عمل تاراناثا في القرن السابع عشر، يُشار إلى نالندا باسم نالندرا، ومن المرجح أنه مرادف لنالا، نالاكا، نالاكاجراما الموجودة في الأدب التبتي.

## التاريخ

### التاريخ المبكر لمدينة نالندا (1200 قبل الميلاد - 300 بعد الميلاد)
أسفرت الحفريات الأثرية في المواقع القريبة من نالندا، مثل موقع جوفارديه على بعد نحو ثلاث كيلومترات، عن اكتشاف أواني فخارية سوداء وأشياء أخرى، أعيدت تاريخيًا إلى عام 1200 قبل الميلاد. ويشير هذا إلى أن المنطقة المحيطة بنالندا في ماجادها كانت عبارة عن مستوطنة بشرية قبل قرون من ولادة ماهافيرا وبوذا.
تذكر النصوص البوذية المبكرة أن بوذا زار بلدة بالقرب من راجاغريها (راجغير الحديثة - عاصمة ماجادها) تدعى نالندا في أثناء ترحاله، وألقى محاضرات في بستان مانجو قريب يُدعى بافاريكا، وواحد من تلميذيه الأساسيين، ساريبوتا، كان قد ولد في هذه المنطقة وبلغ النرفانا لاحقًا هناك. كُتبت هذه النصوص البوذية بعد قرون من وفاة بوذا، وهي غير متسقة في الاسم أو المواقع النسبية. على سبيل المثال، تنص نصوص مثل Mahasudassana Jataka على أن نالاكا أو نالاكاجراما تقع على بعد نحو يوجانا (10 أميال) من راجاغريها، بينما تسمي نصوص مثل Mahavastu المكان نالاندا-جراماكا وتضعه على بعد نصف يوجانا. يذكر نص بوذي Nikayasamgraha أن الإمبراطور أشوكا أسس فيهارا (دير) في نالندا. إلا أن الحفريات الأثرية لم تسفر حتى الآن عن أي آثار من فترة أشوكا أو من فترة أخرى بعد وفاته بـ 600 عام.
يذكر الفصل 2.7 من نص Sutrakritanga أن نالندا عبارة عن «ضاحية» للعاصمة راجاغريها، وتمتلك عديدًا من المباني، وأنها المكان الذي قضى فيه ماهافيرا (القرن الخامس/السادس قبل الميلاد) أربعة عشر فارشا - وهو مصطلح يشير إلى الخلوة التقليدية خلال الموسميات للرهبان في الديانات الهندية. وهذا مؤكد في الكالباسوترا، وهو نص مبجّل آخر في الديانة الجاينية. ومع ذلك، بخلاف ذكر نالندا، لا تقدم النصوص الجاينية مزيدًا من تفاصيل، ولم تُدوَّن لمدة تقرب من ألف عام بعد وفاة ماهافيرا. ومثل النصوص البوذية، فقد أثار هذا تساؤلات حول الموثوقية وما إذا كانت نالندا الحالية هي نفسها الموجودة في النصوص الجاينية. وبحسب شارف، على الرغم من أن النصوص البوذية والجاينية تخلق مشاكل تتعلق بتحديد المكان، فمن «المؤكد تقريبًا» أن نالندا الحالية قريبة أو الموقع الذي تشير إليه هذه النصوص.
وُلِد ساريبوتا، وهو تلميذ بارز لبوذا في نالندا وتوفي فيها. ويقال إن الملك أشوكا بنى ستوبا ساريبوتا في نالندا لتكريمه، كما دُفن رفات ساريبوتا في ستوبا في سانشي وماثورا.

### زيارة فاكس (399-412 م)
عندما زار فاكسيان، وهو راهب بوذي صيني حاج، مدينة نالندا، ربما لم تكن ثمة جامعة بعد. وكان فاكسيان قد جاء إلى الهند للحصول على نصوص بوذية، وقضى 10 سنوات في الهند في أوائل القرن الخامس، حيث زار مواقع الحج البوذية الرئيسة بما في ذلك منطقة نالندا. كتب كذلك مذكرات سفره التي ألهمت بوذيين صينيين وكوريين آخرين لزيارة الهند على مر القرون؛ حيث ذكر عديد من الأديرة والآثار البوذية في جميع أنحاء الهند. ومع ذلك، لم يذكر أي دير أو جامعة في نالندا على الرغم من أنه كان يبحث عن نصوص سنسكريتية وأخذ عددًا كبيرًا منها من أجزاء أخرى من الهند إلى الصين. إلى جانب عدم وجود أي اكتشافات أثرية لآثار ما قبل عام 400 م في نالندا، فإن الصمت في مذكرات فاكسيان يشير إلى أن دير جامعة نالندا لم يكن موجودًا نحو عام 400 م.